# Lago Goby
El Lago Goby (en inglés: Goby Lake) es un lago marino situado en la isla de Koror, de la República de Palaos. Hay cerca de 70 lagos marinos ubicados en las Islas Rock y Koror. El lago Goby se caracteriza por subespecies endémicas de medusas doradas y es uno de los cinco lagos marinos en Palaos utilizados para varias investigaciones científicas en biología evolutiva.
La más profunda parte -la noreste- en el lago de Goby se estratifica en dos capas, una capa oxigenada superior (mixolimnion) y una capa inferior anóxica (monimolimnion).